# Dívier Pérez
Dívier Pérez (Fonseca, 14 aprile 1989) è un cestista colombiano.

## Carriera
Con la Colombia ha disputato i Campionati americani del 2017.